# HD196426
HD196426 — хімічно пекулярна зоря спектрального класу B8, що має видиму зоряну величину в смузі V приблизно  6,2.
Вона  розташована на відстані близько 643,3 світлових років від Сонця
й наближається до нас зі швидкістю близько 22км/сек.

## Фізичні характеристики
Зоря HD196426 обертається порівняно повільно навколо своєї осі. Проєкція її екваторіальної швидкості на промінь зору становить Vsin(i)= 20км/сек.